# Wilhelm Tannen
Edmund Heinrich Wilhelm (Willi) Tannen (* 5. Januar 1803; † 25. Februar 1864 in Zielenzig) war ein deutscher Richter und Politiker.
Wilhelm Tannen war der Sohn des Oberamtmanns und Domänenpächters Anton Günther Tannen und dessen Ehefrau Catharine Haensel. Tannen, der evangelischer Konfession war, heiratete am 6. Januar 1841 in Cottbus Auguste Pauline Wilhelmine Hoppe (* 31. Oktober 1816 in Cottbus; † 1846), die Tochter des Apothekers Joachim Georg Hoppe.
Tannen studierte 1822 bis 1825 Rechtswissenschaften in Berlin. 1836 wurde er dort Kammergerichtsassessor und 1838 bis 1839 Landgerichtsassessor. 1839 wurde er Hilfsrichter in Lübben, 1841 Richter am Land- und Stadtgericht und 1843 Kreisjustizrat beim Landgericht. 1850 war er Kreisgerichtsdirektor in Zielenzig.
Vom 20. Mai 1848 bis zum 10. Mai 1849 war er Mitglied der Frankfurter Nationalversammlung. 1850 gehörte er dem Volkshaus des Erfurter Unionsparlaments an.